# Protothyrium salvadorae
Protothyrium salvadorae är en svampart som först beskrevs av Mordecai Cubitt Cooke, och fick sitt nu gällande namn av G. Arnaud 1918. Protothyrium salvadorae ingår i släktet Protothyrium och familjen Parmulariaceae.   Inga underarter finns listade i Catalogue of Life.